# Koninklijke Fanfare "Concordia", Ulestraten
De Koninklijke Fanfare "Concordia", Ulestraten is een fanfareorkest uit Ulestraten, nu deelgemeente van Meerssen, dat in 1863 opgericht werd.
In 2008 werd al sinds 145 jaren door een fanfareorkest in Ulestraten muziek gemaakt. In der loop der jaren werd er een hoog muzikaal niveau bereikt. Verschillende dirigenten hebben de bijzondere klank en de homogeniteit van het orkest gevormd. De fanfare is lid van de Limburgse Bond van Muziekgezellschappen (LBM) binnen de Federatie van Katholieke Muziekbonden in Nederland (FKM).
In 1974 en 1978 werd o.l.v. dirigent Jan Knops deelgenomen aan het WMC te Kerkrade beide keren werd een eerste prijs met lof van de jury behaald en in 1978 werd daar tevens de titel "Wereldkampioen" mee behaald. In 1985 nam de fanfare deel aan het 10e Wereld Muziek Concours te Kerkrade en kreeg onder leiding van dirigent Jos Stoffels 333 1/2 punten, goed voor een 1e prijs met lof van de jury. Met dit resultaat werd men voor de 2de keer Wereldkampioen en Landskampioen in de sectie fanfare. In 1988 werd o.l.v. dirigent Jacques Claessens voor het eerst en tot nu toe eenmalig deelgenomen in de Concertdivisie van de LBM en werden 345 punten bij elkaar gespeeld. Noemenswaardig hierbij is dat het werk "The Three Storms" van de componist Hardy Mertens in première ging. Ook in 1993 werd aan het 12e Wereld Muziek Concours te Kerkrade deelgenomen. Onder leiding van dirigent Jacques Claessens behaalde men 330 punten, goed voor een 1e prijs met lof der jury.
Dirigent van het fanfareorkest is Jens Gaethofs. De vereniging beschikt - naast het fanfareorkest - over een jeugdfanfare en een drumband. De fanfare Concordia Ulestraten staat daarnaast midden in de gemeentelijke samenleving en is bij veel evenementen muzikaal aanwezig.

## Dirigenten
- Jo Herpers
- 1969-1981 Jan Knops
- 1981-1988 Jos Stoffels
- 1988-1997 Jacques Claessens
- 1997-2004 Ben Essers
- 2004-2024 Hub Nickel
- vanaf 2025 Jens Gaethofs